# Martin Joseph
Martin Joseph (geboren 25. Juli 1879 in Filehne, Deutsches Reich; gestorben 1943 im KZ Auschwitz-Birkenau) war ein deutscher Rabbiner in Berlin, Dr. phil. Er betreute im Ersten Weltkrieg die Juden unter den russischen Kriegsgefangenen in den Lagern in der Umgebung von Berlin. Später war er als Gefängnisseelsorger Staatsbeamter. Er emigrierte in die Niederlande, wo er ab dem 26. Mai 1943 im Durchgangslager Westerbork inhaftiert war. Am 14. September 1943 wurde er in das KZ Auschwitz-Birkenau deportiert, wo er vermutlich direkt nach der Ankunft vergast wurde.